# چری هیل مال (نیوجرسی)
چری هیل مال (به انگلیسی: Cherry Hill Mall) یک منطقهٔ مسکونی در ایالات متحده آمریکا است که در شهرستان کمدن، نیوجرسی واقع شده‌است. چری هیل مال ۹٫۴۴۳ کیلومتر مربع مساحت و ۱۴٬۱۷۱ نفر جمعیت دارد و ۱۱ متر بالاتر از سطح دریا واقع شده‌است.